# 血液检查

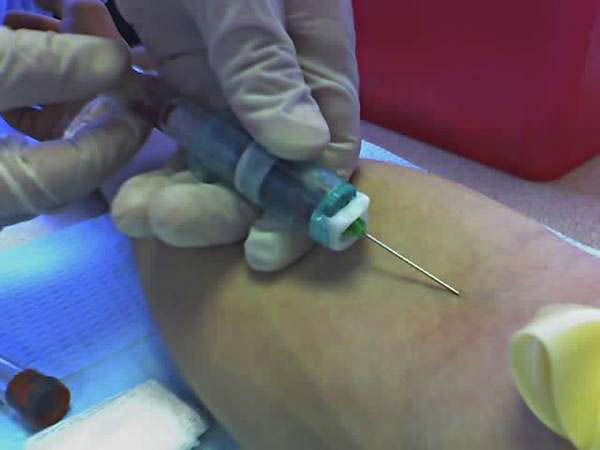
正在使用真空采血管的採血法

血液检查（英語：Blood test），是指医疗工作者通过採血以获得受检者的血液，并利用其进行临床检查以获取受检者的健康状况。主要通过医检师进行检验。

## 血液检查的意义
血液检查主要用於判断患者在一定时间内的身体状况。可以从血液中获得很多信息，特别是在一些比较轻微的疾病中，患者并未表现出明显体徵或仅感受轻微不适，尚能忍受，而不以为然。在疾病不发展到一定階段通常没有明显临床表现。出于这个原因，很多相关报告建議人们要定期体检。
对我们生命的维持所不可欠缺的，属于我们身体中的一部分并且日夜不息在我们血管内流动的就是血液。通过检查血液，所读出的信息量是巨大的。在大型医院的血液检测中，往往可以检测超过2,000个不同项目。在我们生活中经常看到的疾病，如糖尿病、癌症、过敏性反应（如杉树花粉）、遗传性过敏症、艾滋病、贫血、白血病等多种疾病，可从血液中获得，甚至是可能会导致动脉粥样硬化的血液状态。血液测试是发现各种疾病必不可少的过程。

## 血液检查的項目

### 血液学的检查
血球数计算 （英語：Blood Cells Counting）
下列项目所标识的结果，总称为全血球計算（全血算, CBC）：
- 红血球数检査...貧血或多血症时数目异常。

- 白血球数检査...感染症或白血病时增多，骨髄抑制时减少。

- 血小板数检査...配合凝血试验进行有無出血傾向的判定。

- 血红蛋白量检査...用来作为貧血或多血症的指标。

白血球组分
細菌感染的情况下嗜中性白血球数量增加。
末梢血塗抹
白血病的情况下可以观测到肿瘤细胞。

### 凝血/纤溶系统检査
- 出血时间
- 凝血酶原时间 (=PT)
- 活化部分凝血活酶时间 (=APTT)
- 凝血酶时间 (=TT)
- 肝促凝血活酶试验 (=HPT)

### 生化学的检査
- AST(=GOT)
- ALT(=GPT)

### 免疫学的检査
- 免疫球蛋白定量(IgG, IgA, IgM, IgE)
- 免疫蛋白电泳
- 抗核抗体，包括CA-RF,SS-1,Jo-1等自身抗体

### 内分泌代謝系检查
- 促肾上腺皮质激素(ACTH)
- 胰岛素
- NTx
- CPK

## 关联项目
- 伊莉莎白·霍姆斯
- 尿液分析
- 血液检验项目正常参考值范围